# Sahalkot
Sahalkot (nepalski: सहलकोट) – gaun wikas samiti w zachodniej części Nepalu w strefie Lumbini w dystrykcie Palpa. Według nepalskiego spisu powszechnego z 2001 roku liczył on 296 gospodarstw domowych i 2062 mieszkańców (1116 kobiet i 946 mężczyzn).